# Xã Gnesen, Quận St. Louis, Minnesota
Xã Gnesen (tiếng Anh: Gnesen Township) là một xã thuộc quận St. Louis, tiểu bang Minnesota, Hoa Kỳ. Năm 2010, dân số của xã này là 1.683 người.